# RepRap

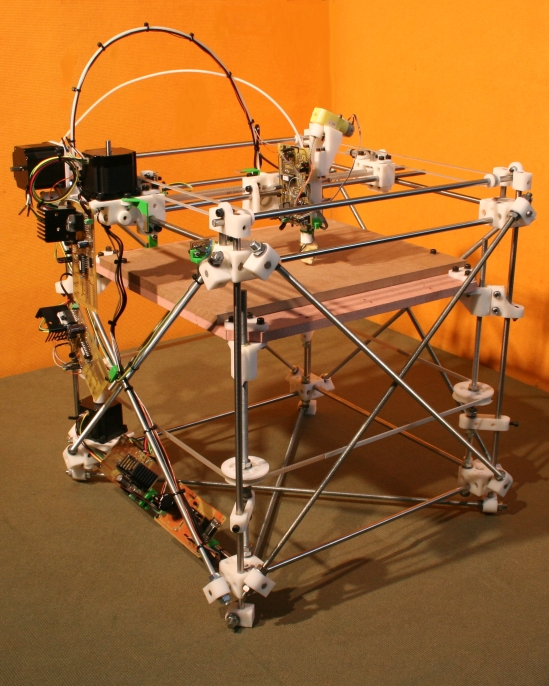
RepRap version 1.0 (Darwin).
De vita plastdelarna på bilden kan skrivas ut med en RepRap.

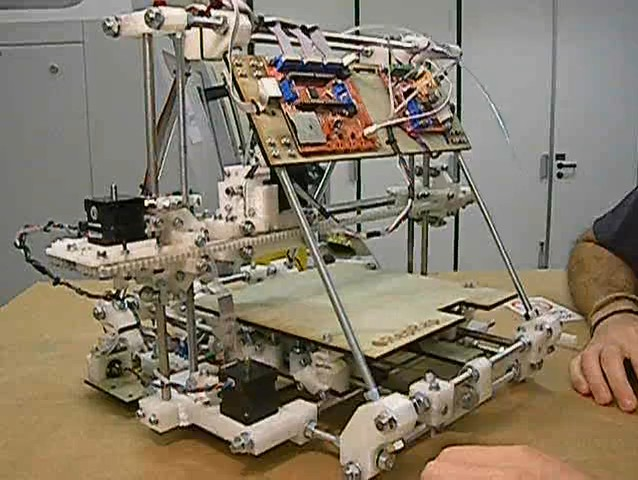
RepRap version 2.0 (Mendel).
Videointroduktion till 'Mendel'.

RepRap-projektet, (förkortning av "replicating rapid prototyper"), är ett projekt med syfte att utveckla en självreplikerande 3D-skrivare som kan skriva ut merparten av sina egna delar. Alla modeller som designats i projektet är släppta under den fria licensen GNU GPL.
Tack vare att skrivarna till stor del är självreplikerande, är det utvecklarnas vision att enkelt och billigt kunna distribuera RepRaps till privatpersoner och föreningar, så att dessa själva får möjlighet att skapa (eller ladda ner) komplexa modeller och produkter utan att vara beroende av dyr industriell infrastruktur. Tanken är att RepRap, i och med att den kan skriva ut merparten av sina egna delar, både ska kunna demonstrera evolutionen, och även explosionsartat öka i antal.
Två av de första RepRap 3D-skrivarna är: "Darwin", från mars 2007, och "Mendel", från oktober 2009. De har båda fått sina namn från kända biologer (Charles Darwin och Gregor Mendel), eftersom "målet med RepRap är replikation och evolution".
Idag finns en mängd olika modeller av 3D-skrivare med rötter i RepRap projektet. 